# Cruria
Cruria is een geslacht van vlinders van de familie Uilen (Noctuidae), uit de onderfamilie Agaristinae.

## Soorten
- C. darwiniensis Butler, 1884
- C. donovani Boisduval, 1832
- C. epicharita Turner, 1911
- C. neptioides Butler, 1875
- C. synopla Turner, 1903